# Lingegemaal

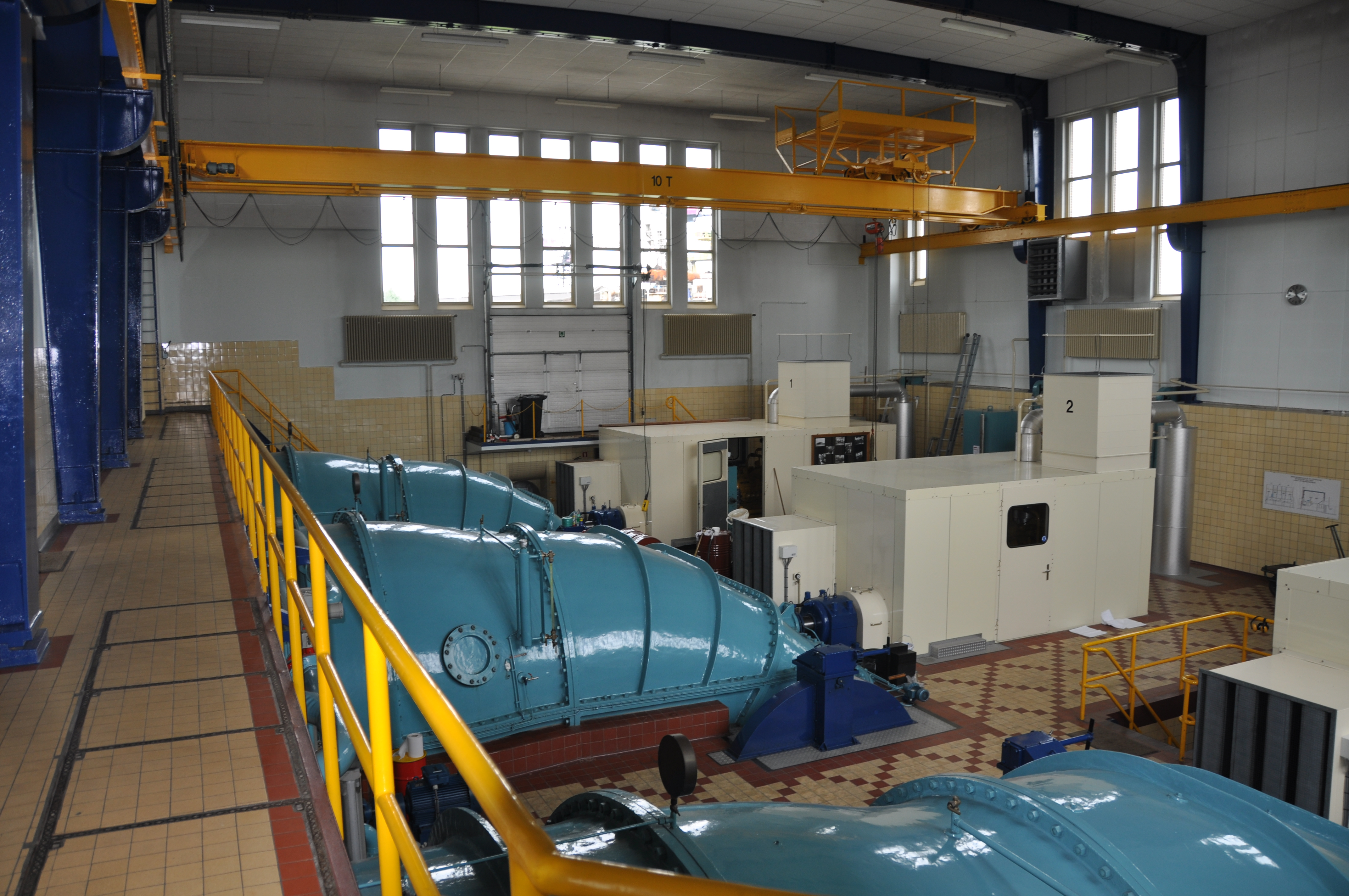
De pompen in het Lingegemaal, gemaal mr.dr. G. Kolff

Het Lingegemaal of het Gemaal mr.dr. G. Kolff is een gemaal in het Kanaal van Steenenhoek, bij de Nederlandse gemeente Hardinxveld-Giessendam.
Het gemaal is genoemd naar de toenmalige watergraaf van het Waterschap van de Linge. Het is gebouwd in de periode 1940-1945. Het gemaal beschikt over drie horizontale schroefpompen, elk met een capaciteit van 1200 m³/min. bij een opvoerhoogte van 2 meter.
Het gemaal werd ontworpen door Ingenieurswerken Bongaerts en de constructie is uitgevoerd door Zanen/Verstoep NV.
Het gemaal dient voor de bemaling van de Linge en ligt aan het in 1819 gegraven Kanaal van Steenenhoek dat de uitmonding van de Linge in de Beneden Merwede vormt. Oorspronkelijk vond de bemaling plaats door een circa honderd meter stroomopwaarts gelegen, in 1863 gebouwd stoomgemaal. Dat is, na ontmanteling, thans als woonhuis in gebruik.
Naast het gemaal bevinden zich een gecombineerde, met hefdeuren uitgeruste, spuisluis en een schutsluis met puntdeuren. Daarnaast zijn er nog een tweetal, later gebouwde, dienstwoningen. Het gemaal is gelegen in een overwegend industriële omgeving met onder andere veel scheepsbouw.
Het gemaal is in 1997 aangemerkt als gemeentelijk monument.